# Pekka Vasala
Pekka Antero Vasala (* 17. April 1948 in Helsinki, Finnland) ist ein ehemaliger finnischer Leichtathlet, der seinen größten Erfolg mit dem Gewinn der olympischen Goldmedaille 1972 über 1500 Meter feierte.
Er interessierte sich sehr schnell für die Leichtathletik – besonders für das Laufen, das gerade in der Zeit zu Beginn der 1960er-Jahre einen Boom zwar nicht unbedingt in Finnland aber auf der Welt erlebte.
Bereits bei den Olympischen Spielen 1968 in Mexiko-Stadt war Vasala dabei, kam aber über den Vorlauf nicht hinaus. Bei den Europameisterschaften 1969 belegte Vasala ebenso einen neunten Platz, wie zwei Jahre später bei den Europameisterschaften 1971 in seiner Heimatstadt.
Seine große Stunde kam aber am 9. September 1972, als er vor Kip Keino aus Kenia und Rod Dixon aus Neuseeland das 1500-Meter-Finale von München in 3:36,3 min gewann.
Am selben Tag holte sein Landsmann Lasse Virén Gold über die 10.000 Meter. So konnten die Finnen innerhalb von einer halben Stunde über zwei Goldmedaillen jubeln.
Bei den Europameisterschaften 1974 erreichte Vasala dann in 3:41,5 min noch einen sechsten Platz. An seine Leistung von München konnte er aber nicht mehr anknüpfen.
Sein Neffe Samuli Vasala ist ebenfalls Läufer und gewann im Jahr 2003 die Nordic Cross Country Championships.